# Radio Monte Carlo (Italia)
Radio Monte Carlo è un'emittente radiofonica italo-monegasca che trasmette dagli studi di Milano e Monte Carlo ricevibile in Italia, Principato di Monaco e Costa Azzurra (Francia). È la quindicesima in classifica tra le radio nazionali più seguite.

## Storia
Nasce il 6 marzo 1966 inizialmente come una parte della programmazione di Radio Monte Carlo in italiano, grazie alla direzione di Noel Coutisson e in seguito diventerà un'emittente indipendente. Il momento di massimo splendore è a cavallo tra la fine degli anni '60 e la metà degli anni '70. Le antenne di RMC, libere dalle censure più o meno velate proprie delle radio italiane, trasmettono le canzoni "oscurate" dalla RAI e diffondono un linguaggio informale su tutta la penisola. È un nuovo modo di intendere la radio, che prospera anche grazie ai contratti pubblicitari multimilionari con le varie marche di sigarette che in Italia non possono essere pubblicizzate ma all'estero sì (e gli impianti di trasmissione in modulazione di ampiezza si trovavano infatti in territorio estero, nel Principato di Monaco). Impone il suo stile per molti anni. Nascono i grandi nomi, Barbara Marchand, Luisella Berrino, Liliana Dell'Acqua, Roberto Arnaldi, Awanagana, Ettore Andenna, Herbert Pagani, Federico l'Olandese Volante, Max Onorari e i grandi programmi, vero vademecum per tutta la radio a venire.
All'inizio degli anni ottanta le radio in FM, nate qualche anno prima, cominciano però a diventare una minaccia, non tanto per la qualità dei programmi quanto per la qualità del segnale audio. La modulazione di frequenza si afferma infatti come nuovo standard tecnologico, e il grande trasmettitore in onde medie della radio monegasca irradia trasmissioni ascoltate sempre meno.
Viene quindi adottata una nuova strategia che porterà Radio Monte Carlo ad "alleanze" con le radio private nelle varie regioni per condividerne i ponti radio in FM. Questa è la stagione dei grandi cambiamenti, arrivano forze nuove con il compito di ammortizzare l'impatto delle nuove emittenti.
A Luisella Berrino, Roberto Arnaldi e Awanagana si affianca la nuova redazione con dj e giornalisti: Max Pagani, Marco Odino, Mario Raffaele Conti, Manuela De Vito che rivitalizzano la programmazione senza comunque mutare lo stile della radio del Principato.
La vera rivoluzione avviene però nel 1988 quando Alberto Hazan, proprietario dell'allora Rete 105, uno tra i maggiori network radiofonici nazionali, acquista i diritti di marchio per la parte italiana di Radio Monte Carlo. Nello stesso anno, lasciano la radio animatori storici come Roberto Arnaldi e Awanagana ed arrivano nuove voci (Maurizio Di Maggio, Lester, Patrizia Farchetto, Marco Porticelli, Max Venegoni) ed un sound più uniformato alle radio americane.
A partire dal 2006, in un'ottica di differenziazione del prodotto, vi è anche un altro canale, RMC 2 (Radio Monte Carlo 2), ricevibile in modulazione di frequenza in alcune città italiane e nel Principato di Monaco. Esisteva dal 2006 al 2014 anche un'altra emittente, Radio Monte Carlo Swiss, che trasmetteva in tedesco sul territorio della Svizzera.
Il 5 settembre 2018 la radio principale viene acquisita da RadioMediaset separandosi dalle attività di RMC2.

## Personale

### Direzione artistica
- Flavio Vitali (1988-1990)
- Francesco Migliozzi (1990-2002)
- Stefano Carboni (2002-2008)
- Andrea Munari / Stefano Carboni/ Angelo De Robertis (2008-2016)
- Stefano Bragatto (dal 2016)

### Conduttori
Conduttori che attualmente lavorano a Radio Monte Carlo:
- Stefano Bragatto
- Maurizio Di Maggio
- Filippo Firli
- Laura Ghislandi
- Erina Martelli
- Alberto Davoli
- Isabella Eleodori
- Nick The Nightfly
- Marco Porticelli
- Rosaria Renna
- Stefano Gallarini
- Monica Sala
- Stefano Andreoli
- Davide Lentini
- Tamara Donà
- Max Parisi
- Giorgia Venturini
- Giancarlo Cattaneo
- Chiara Lorenzutti

Conduttori che hanno lavorato a Radio Monte Carlo:
- Kay Rush
- Francesco Perilli
- Ettore Andenna
- Roberto Arnaldi
- Silvia Anzaghi
- Awanagana
- Luisella Berrino
- Fabrizio Chiti
- Daniele Bossari
- Raffaella Bragazzi
- Fabio Canino
- Mario Raffaele Conti
- Gianni De Berardinis
- Liliana Dell'Acqua
- Dario Desi
- Antonio Devia
- Manuela De Vito
- Leone Di Lernia
- Paolo Dini
- Maurizio Eynard
- Marco Fullone
- Massimo Valli
- Max Venegoni
- Gabriella Giordano
- Jackie
- Riccardo Heinen
- Federico l'Olandese Volante
- Claudio Lauretta
- Lester
- Roberta de Matthaeis
- Marco Maccarini
- Clive Malcolm Griffiths
- Simone Maggio
- Barbara Marchand
- Marco Odino
- Herbert Pagani
- Max Pagani
- Daniela Palandri
- Mauro Pellegrino
- Patrizia Farchetto
- Paolo Piva
- Irene Pivetti
- Platinette
- Eddie Ponti
- Valeria Porrà
- Marco Predolin
- Fernando Proce
- Gigi Salvadori
- Alfonso Signorini
- Claudio Sottili
- Finley
- Teo Teocoli
- Fausto Terenzi
- Tiberio Timperi
- Tommy
- Matilde Amato

## Radio Monte Carlo TV
Radio Monte Carlo TV è un canale televisivo italiano, nato nel 2011, che trasmette esclusivamente video musicali internazionali a rotazione, in particolare Pop, R'n'B, Soul.
Dall'11 aprile 2023 trasmette in simulcast radio-tv dal lunedì al venerdì dalle 18:00 alle 20:00 il programma del drive-time serale "Take It Easy" con la conduzione di Tamara Donà e Giancarlo Cattaneo.